# Trận Tauberbischofsheim
Trận Tauberbischofsheim là một trận đánh trong cuộc Chiến tranh nước Đức năm 1866, đã diễn ra vào ngày 24 tháng 7 năm 1866 tại Tauberbischofsheim (gần thành phố Stuttgart của Đức). Trong cuộc giao tranh nảy lửa này, một sư đoàn của quân đội Phổ dưới quyền chỉ huy của Trung tướng August Karl von Göben – là một phần thuộc Binh đoàn Main dưới sự điều khiển của Trung tướng Edwin Freiherr von Manteuffel đã tấn công lực lượng hậu vệ của Quân đoàn VIII của Liên minh các quốc gia Đức (đồng minh của Đế quốc Áo) do Vương công Alexander xứ Hesse-Darmstadt chỉ huy, và giành được thắng lợi quyết định. Với chiến thắng này, các lực lượng Phổ đã nắm được quyền vượt sông Tauber, gây cho quân đội của đối phương những thiệt hại nặng nề. Sau thất bại tại các trận chiến Tauberbischofsheim và Werbach, quân của Alexander xứ Hesse phải triệt thoái tới Gersheim về hướng đông bắc. Cũng như những thành công khác của ông trong chiến dịch 1866 mà một ví dụ có thể kể đến là trận Kissingen, tài nghệ của tướng Von Göben được xem là nguyên nhân chủ yếu dẫn tới thắng lợi ở Tauberbischofsheim. Đồng thời, trận thắng cũng thể hiện rõ rệt hiệu quả của các khẩu súng trường nạp hậu của quân Phổ tại vị trí phòng ngự của mình. Mặc dù thua trận này, tướng Oskar von Hardegg vẫn tiếp tục giữ cương vị Bộ trưởng Chiến tranh của xứ Württemberg.
Sau khi đánh bại Quân đoàn VIII của Liên minh các quốc gia Đức do Alexander xứ Hesse-Darmstadt chỉ huy trong một số trận đánh, Binh đoàn Main của Phổ dưới quyền Thượng tướng Bộ binh Eduard Vogel von Falckenstein đã chiếm được Frankfurt am Main trong tháng 7 năm 1866. Ngày 19 tháng 7, tướng Manteuffel lên nhậm chức tư lệnh Binh đoàn Main thay cho Falckenstein. Trong thời điểm này, Alexander đã hội quân với người Bayern tại Würzburg, nhưng điều này đã quá trễ để đem lại lợi lộc cho quân Liên minh. Giờ đây, sau khi quân ông đã được tăng viện đáng kể, Manteuffel tiến quân từ Frankfurt vào ngày 21 tháng 7. Trong khi Hoàng tử Karl xứ Bayern đang do dự rằng không biết ông ta nền kháng cự hay là rút quân để yểm trợ cho kinh thành München của mình, sư đoàn Phổ của tướng Von Göben đã tiến công Quân đoàn VIII vào ngày 24 tháng 7 tại sông Tauber. Ở Tauberbischofsheim, giao tranh đã nổ ra khốc liệt: lữ đoàn tiên phong của sư đoàn dưới quyền Göben do tướng Karl von Wrangel chỉ huy đã tấn công sư đoàn Württemberg dưới quyền tướng Von Hardegg đang án ngữ tại đây. Hỏa lực pháo binh của lữ đoàn Wrangel đã đánh cho quân đội Württemberg thiệt hại nặng, và nhanh chóng đẩy lùi họ ra khỏi ngôi làng. Tướng Hardegg tiến hành triệt thoái, song quyết tâm cầm cự với quân Phổ ở các ngôi nhà và cản bước các khẩu đội pháo của họ. Quân Phổ đã nhanh chóng làm chủ được các ngôi nhà và những gì yểm trợ cho đối phương ở bờ phải sông Tauber. Nhờ làm nổ ngọn cầu bắc qua sông Tauber, viên tướng Württemberg đã ngăn được đường tiến của lực lượng pháo binh Phổ trong một khoảng thời gian. Sau vài tiếng đồng hồ giao chiến dữ dội, Sư đoàn số 4 thuộc Quân đoàn VIII của Liên minh đã tăng viện cho Württemberg và cuộc chiến càng trở nên máu lửa. Cuối cùng, người Phổ đã làm chủ được quyền sông Tauber tại Bischofsheim, và, dọc theo đoạn đường tới Würzburg, các tiền đồn của Phổ đã tiến thêm một khoảng cách nhỏ.
Trận Werbach cũng bùng nổ trong cùng ngày, và trong trận đánh này quân đội của Manteuffel đã đánh bại sư đoàn Baden, giành được quyền vượt sông tại đây. Các trận giao tranh ngày 24 tháng 7 chỉ đem lại thiệt hại khá nhẹ cho quân đội Phổ, trái ngược với quân đội Liên minh các quốc gia Đức.